# Bedgebury Pinetum
Bedgebury National Pinetum, à   Bedgebury, dans le Kent, au Royaume-Uni, est un arboretum récréatif et de conservation. Avec le  National Arboretum à Westonbirt, il constitue le National Arboreta au Royaume-Uni.
Créé en 1925 sous le nom de collection nationale de conifères, il est maintenant reconnu comme la collection de conifères la plus complète du monde. La collection compte plus de 10 000 arbres qui poussent sur un peu moins de 130 ha, avec des spécimens rares, en voie de disparition et historiquement importants. Le Bedgebury National Pinetum effectue des travaux de conservation, abrite quelque 56 espèces vulnérables ou en danger critique d'extinction et héberge cinq collections nationales de plantes du NCCPG, (en) National Council for the Conservation of Plants and Gardens.

## Histoire
Bedgebury est mentionné pour la première fois dans une charte anglo-saxonne en 841, le nom dérivant du vieil anglais   bycgan , qui signifie « acheter », et de l'anglais ancien du Kent  vecge , ce qui signifie « se plier ou tourner », éventuellement en référence à un flux.
John de Bedgebury est mentionné comme le premier résident de Bedgebury, à l'époque de  Édouard II. Au XVe siècle, Agnès de Bedgebury, sœur et héritière de Jean (mort en 1424), épousa John Colepeper dont les héritiers, enrichis par l'exploitation minière d'argile sur le domaine, y habitèrent jusqu'à la restauration de Charles II et créèrent un parc d'ornement. Elizabeth Ire a visité les lieux en août 1573.
La maison actuelle a été construite en 1688 pour Sir James Hayes, un peu à l'écart de l'ancienne demeure. La propriété a ensuite été transmise à la famille Stephenson qui l'a conservée jusqu'à ce qu'elle soit confiée à Mlle Peach qui, elle, l'a vendue en 1789 à John Cartier, gouverneur du Bengale et haut-shérif du Kent. Ce dernier a enrichi les plantations et valorisé la maison.
Dans les années 1840, le  vicomte William Beresford a développé le domaine en créant le village de Kilndown et trois pavillons dont le Keepers Lodge, maintenant connu sous le nom de Park House du Pinetum. Beresford créa la pinède dans les années 1850 et son successeur, son beau-fils Alexander Beresford Hope, développa le Lady Mildred's Drive pour permettre aux visiteurs en calèche de voir les arbres.
Le domaine fut vendu en 1899 à Isaac Lewis qui laissa péricliter la collection. Elle fut achetée par le Crown Estate en 1918 qui a perçu l'intérêt de ses terres marécageuses et de ses crêtes plus sèches, ainsi que ses ruisseaux, lacs et vallées.
En 1919, la Church Education Corporation achète la maison pour y fonder une école. L'école a fermé ses portes en 2006.
Le  Royal Botanic Gardens de Kew et la Forestry Commission ont créé le site The National Pinetum dans la forme d'une coentreprise en 1924, sous le nom de National Conifer Collection, parce que la pollution atmosphérique de Londres est défavorable à la croissance des conifères. Un site à l'extrémité sud du parc de Bedgebury a été choisi, centré sur le lac Marshall et une vallée remplie de ruisseaux,.
Les premiers pins ont été plantés à Kew Gardens en 1921 et transférés à Bedgebury en 1925 et 1926, à côté des plantations existantes du vicomte Beresford. Le développement de la collection a été géré par le botaniste de Kew William Dallimore, un expert mondialement reconnu pour les conifères.
En 1969, la gestion de la pinède revint uniquement à la Forestry Commission qui prolongea son travail en 1977 et créa deux nouveaux lacs. Après la grande tempête de 1987 (en) Great Storm of 1987, près du quart des arbres ont été abattus,.

## La collection

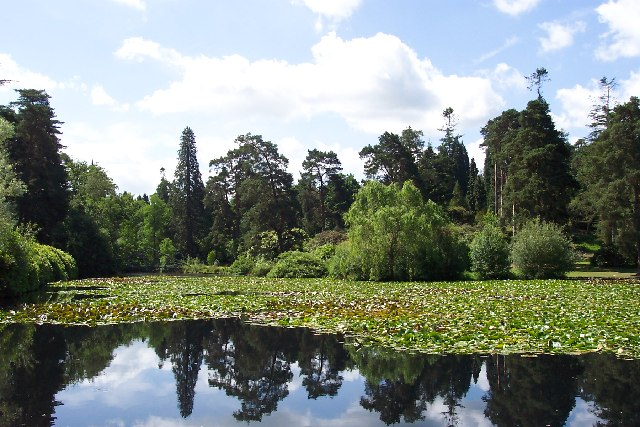
Marshall's Lake.

Le but de Bedgebury National Pinetum est de « cultiver autant d'espèces de conifères que le permettent les conditions climatiques, plantées dans des groupements génériques, en utilisant si possible des plantations géographiquement associées » (W. Dallimore, 1923).
Le pinetum contient 10 000 spécimens de conifères et d'autres espèces qui poussent dans des zones tempérées dont 7 000 arbres considérés comme banque de gènes vivante et en tant que ressource génétique pour les programmes de restauration futurs. Il renferme 2 300 espèces différentes de conifères dont le plus grand arbre du Kent (Abies grandis) et les trois cyprès les plus hauts du Royaume-Uni. Il est prévu que la pinède parvienne à un mélange de 70 % de conifères à 30 % de feuillus et laisse 40 % du site ouvert pour offrir des perspectives et permettre aux arbres d'être appréciés,.
Bedgebury National Pinetum abrite cinq NCCPG National Plant Collection :  If, Juniperus, Thuya, Cyprès de Lawson et Cyprès de Leyland.
La collection contient 56 espèces officiellement déclarées  vulnérables ou  en danger critique.

## Conservation

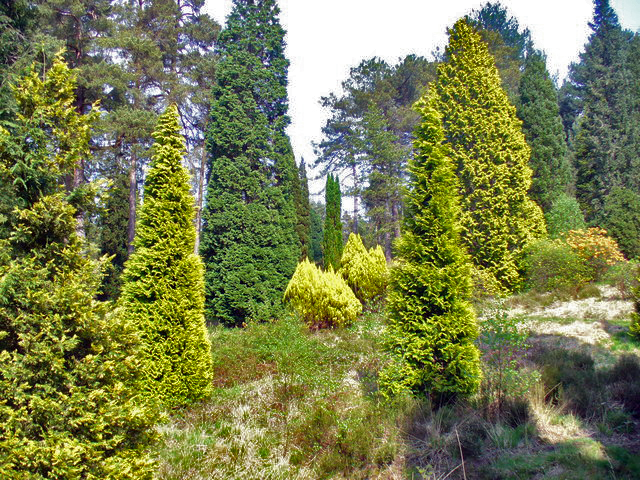
Conifères à Bedgebury National Pinetum.

L'ampleur et la qualité de la collection de conifères de Bedgebury National Pinetum en ont fait un site idéal pour participer au Programme international de conservation des conifères (en)(ICCP), géré par le Jardin botanique royal d'Édimbourg. Le CIPC (ICCP) a pour objectif de promouvoir la conservation des conifères par le biais de travaux de recherche et d'éducation. Les travaux menés à Bedgebury s'inscrivent dans le cadre de la conservation de la diversité génétique.
Le projet de conservation des conifères de Bedgebury, lancé en 2007, est conçu pour utiliser des parcelles forestières superflues afin de faire pousser un grand nombre de conifères en danger (jusqu'à 500) pour fournir une conservation génétique ex situ. 
Les premières parcelles ont été plantées en Prumnopitys andina par les scouts qui fêtent leur centenaire en 2007 et les futures plantations incluront des échantillons d’Europe, d’Asie, d’Amérique du Nord et d’Australasie.